# Utirik

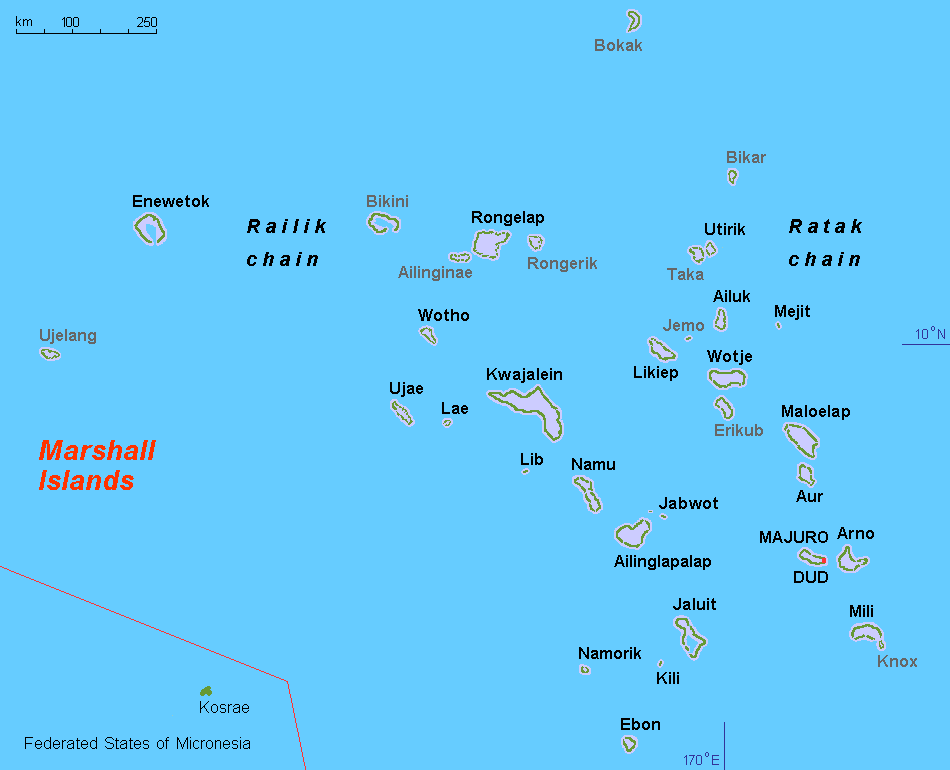
Marshallöarna, Utirik strax ovanför Majuro

Utirik (Marshallesiska Utrõk) är en atoll bland Rataköarna i norra Stilla havet och tillhör Marshallöarna.

## Geografi
Utirik ligger ca 500 km nordväst om huvudön Majuro.
Atollen är en korallatoll och har en total areal om ca 60, 1 km² med en landmassa på ca 2,43 km² och en lagun på ca 57,73 km² (1). Atollen består av ca 10 öar och den högsta höjden är på endast några m ö.h. De större öarna är:
- Utirik, huvudön
- Aon, obebodd
- Allok, obebodd
- Bikrak, obebodd
- Nallap, obebodd
- Pike, obebodd

Befolkningen uppgår till ca 500 invånare (2), förvaltningsmässigt utgör atollen en egen municipality (kommun). Öns flygplats Utirik Airport (flygplatskod "UTK") har kapacitet för lokalt flyg.

## Historia
Rataköarna har troligen bebotts av mikronesier sedan cirka 1000 f.Kr. och några öar upptäcktes redan 1526 av spanske kaptenen Alonso de Salazar.
Utirik upptäcktes 1788 av brittiske kapten Thomas Gilbert som då aldrig landsteg men namngav atollen Button Island. Den 21 maj 1816 landsteg den ryske upptäcktsresanden Otto von Kotzebue (3) och utforskade ön lite. Öarna hamnade senare under spansk överhöghet.
Neuguinea-Compagnie, ett tyskt handelsbolag köpte ögruppen från Spanien och etablerade sig på Rataköarna kring 1885 och öarna blev då ett eget förvaltningsområde tills de i oktober 1885 blev ett tyskt protektorat och då blev del i Tyska Nya Guinea.
Under första världskriget ockuperades området i oktober 1914 av Japan som även erhöll förvaltningsmandat, det Japanska Stillahavsmandatet, över området av Nationernas förbund vid Versaillesfreden 1919.
Under andra världskriget användes ögruppen som militärbas av Japan tills USA erövrade området 1944. Därefter hamnade ögruppen under amerikansk överhöghet. 1947 utsågs Marshallöarna tillsammans med hela Karolinerna till "Trust Territory of the Pacific Islands" av Förenta nationerna och förvaltades av USA.
Den 1 mars 1954 drabbades Utirik, Ailinginae, Rongrik och Rongelap av radioaktivt nedfall efter en provsprängning på Bikiniatollen ca 550 km mot väst och befolkningen evakuerades till Kwajaleinatollen. I juni återvände befolkningen till atollen.